# Gustavo Selva
Gustavo Selva (ur. 10 sierpnia 1926 w Imoli, zm. 16 marca 2015 w Terni) – włoski polityk i dziennikarz, prezenter telewizyjny, poseł do Parlamentu Europejskiego II kadencji, deputowany krajowy i senator.

## Życiorys
W 1944 był ofiarą pobicia przez Niemców. Ukończył liceum naukowe, następnie rozpoczął działalność jako dziennikarz. Pomiędzy 1946 a 1960 reporter m.in. „L’Avvenire d’Italia” oraz parlamentarny korespondent czasopism katolickich. Od 1960 zatrudniony w redakcji RAI, był korespondentem telewizyjnym z Brukseli, Wiednia i Bonn. W latach 1972–1975 redaktor naczelny i prezenter serwisu informacyjnego Telegiornale RAI, następnie do 1981 kierował redakcją dziennika w Rai Radio 2. W latach 1982–1983 dyrektor RAI Corporation w Nowym Jorku, a od 1983 do 1984 redaktor naczelny weneckiego dziennika „Il Gazettino”. Autor artykułów prasowych (m.in. w „Secolo d’Italia”) oraz kilkunastu książek o tematyce politycznej i historycznej, prezentował zdecydowanie antykomunistyczne poglądy. Był wiceprezesem europejskiego stowarzyszenia dziennikarzy.
Zaangażował się w działalność polityczną w ramach Chrześcijańskiej Demokracji, wchodził w skład jej władz krajowych. W 1984 wybrany posłem do Parlamentu Europejskiego, gdzie przystąpił do Europejskiej Partii Ludowej (Chrześcijańskich Demokratów). W latach 1994–2006 przez trzy kadencje zasiadał w Izbie Deputowanych z ramienia Sojuszu Narodowego (od 1999 do 2001 kierował jego frakcją poselską). W 2006 został wybrany do Senatu XV kadencji, w trakcie kadencji przeszedł do klubu Forza Italia.
Dwukrotnie żonaty, po raz drugi ożenił się w wieku 86 lat. Miał czworo dzieci.

## Kontrowersje
Był oskarżany o przynależność do loży masońskiej Propaganda Due, jednak wygrywał procesy sądowe wytaczane osobom wskazującym na jego członkostwo w tej organizacji. W 2008 skazany na karę grzywny i więzienia w zawieszeniu za to, że rok wcześniej symulował zagrożenia zdrowia w celu wezwania karetki, która miała go zawieźć do studia telewizyjnego. W wyniku tego incydentu zmuszony do opuszczenia frakcji Sojuszu Narodowego.

## Odznaczenia
Odznaczony Orderem Zasługi Republiki Włoskiej II klasy i Krzyżem Zasługi I klasy Orderu Zasługi Republiki Federalnej Niemiec. W 2003 otrzymał doktorat honoris causa z prawa Katolickiego Uniwersytetu Fu Jen w Tajpej.